# Zvezna republika Jugoslavija
Zvezna republika Jugoslavija - ZRJ (srbsko Савезна Република Југославија/Savezna Republika Jugoslavija) je propadla evropska država, ki je obstajala med letoma 1992 in 2003. 
To državo sta sestavljali edini še preostali republiki Socialistične federativne republike Jugoslavije Srbija in Črna gora, ki sta se razglasili za  pravni naslednici razpadle jugoslovanske federacije. Sprva te države mednarodna skupnost ni priznala. Proti njej je bilo uvedenih več gospodarskih sankcij zaradi podpiranja Republike Srbske in Srbske republike Krajine v vojnah v nekdanji Jugoslaviji. Po končanju le-teh in omilitvi stališča glede pravnega nasledstva SFRJ, je bila ZRJ leta 2000 sprejeta v Organizacijo združenih narodov.
Država je prenehala obstajati leta 2003, ko sta Srbija in Črna gora sprejeli novo ustavo, ki je spremenila številne podrobnosti medsebojnega sodelovanja (skupni so ostali le Vojska Srbije in Črne gore, Policija Srbije in Črne gore, carinski sistem ...) .                                                                   
ZRJ so leta 2003 preimenovali, v skladu z ustavnimi spremembami, v Državno skupnost Srbije in Črne gore.